# 马仲河镇
马仲河镇，是中华人民共和国辽宁省铁岭市昌图县下辖的一个乡镇级行政单位。

## 行政区划
马仲河镇下辖以下地区：
肃州社区、马仲村、程子村、革新村、南张家村、汇源村、庙沟村、东大营村、周家村、新城子村、北头道村、西大营村和南新立村。

## 交通
京哈铁路：马仲河站